# Nyang'oro (Iringa)
Nyang'oro ist ein Verwaltungsbezirk (englisch Ward) des Distrikts Iringa in der tansanischen Region Iringa.

## Geografie
Nyang'oro liegt im südlichen Hochland von Tansania etwa 40 Kilometer nördlich der Regionshauptstadt Iringa. Der Bezirk grenzt im Norden an Izazi, im Osten an Malengamakali, im Südosten an Kihorogota, im Süden an Kising'a und Kiwere und im Westen an Ilolo Mpya, Itunundu und Mboliboli. Bei der Volkszählung 2022 lebten 10.643 Menschen in 2642 Haushalten auf einer Fläche von 464 Quadratkilometern.

## Gliederung
Der Bezirk besteht aus sechs Gemeinden (swahili Mtaa) mit 36 Orten (Kitongoji):
| Nyang'oro - Mangawe - Machinjoni - Ndevelwa - Kiya - Luheko - Ng’owo - Kibaoni A - Kibalali | Chamndindi - Myowela - Miegamano - Chamundindi Kati - Nyakansilo - Kibaoni - Ikwega - Kipanga | Holo - Stendi - Mkalasi - Mkakalanzi - Lugalo | Mawindi - Kiona - Majengo - Manyambuma - Mjimwema - Mawindi | Ikengeza - Mseke A - Mseke B - Myomboni A - Miyomboni B - Manyanambo B - Manyanambo A - Myowela - Mgiha | Mangawe - Kihesa - Chengelela - Stendi - Mjimwema |

## Wirtschaft und Infrastruktur
- Bildung: Die Nyang’Oro Secondary School ist eine staatliche weiterführende Schule, die Tagesschüler bis zur 4. Stufe ausbildet.[8]
- Gesundheit: In den Gemeinden Holo,[9] Mawindi,[10] Ikengeza,[11] und Mangawe[12] liegt je eine öffentliche Apotheke.
- Verkehr: Durch den Bezirk verläuft die asphaltierte Nationalstraße T5, die Iringa mit Dodoma verbindet.[13]